# Воинская арматура (геральдика)
Воинская арматура — наименование, принятое в старинной русской геральдике XVIII-XIX веков, военных трофеев и полученных высших российских наград, вводимых в гербы.
К воинской арматуре пожалованных в гербы по императорскому велению относились: пушки, мечи и сабли, знамёна, ядра, барабаны, литавры, ордена, цепи и ленты Святого Андрея Первозванного, Святого Владимира, Святого Георгия Победоносца, и иных высших орденов Российской империи 1-й степени. Данные гербы передавались только прямым наследникам в память об их предках, иные члены рода такими правами не пользовались.
Образцы прекрасно представлены в гербах княжеских и дворянских родов в Гербовнике Анисима Титовича Князева 1785 года, преподнесённый императрице Екатерине II Алексеевне.
Воинская арматура изображена в верхней половине щита в виде золотой пирамиды с воинской арматурою, в гербах городов Галич и в старом гербе Тобольска, а также с 1785 года в гербах городов расположенных в Тобольском наместничестве: Ачинск, Берёзов, Енисейск, Ишим, Каинск, Курган, Нарым, Омск, Сургут, Тара, Томск, Туринск, Туруханск, Тюмень, Ялуторовск. С 1842 года в городе Петропаловск Тобольской губернии. В 1878 году герб Тобольской губернии был изменён, но в нём всё равно нашло присутствие воинской арматуры, где в золотом щите, червлёная атаманская булава, на которой расположен круглый, чёрный щит Ермака, украшенный драгоценными камнями, между двумя косвенно, накрест положенными червлёными знамёнами. Вокруг щита дубовые листья, соединённые Андреевской лентою.
Из российских геральдистов П.П. Фон-Винклер последний применял данное обозначение в своих работах, но не признавался за научно-правильный учёными-геральдистами: К.И. Дуниным-Борковским, В.К. Лукомским, В.Л. Модзалевским и Н.А. Типольтом, они отмечали его, как архаичный и ошибочный.
В начале XX века, военная арматура была практически отменена, как устаревшая и вызывавшая путаницу в геральдической терминологии, поскольку её смешивали с гербиками или арматюрами, а также она не соответствовала с утвердившимся термином в международном гербоведении — трофей.
В 1970 году город Курган получил новый герб, элементами которого были сохранены символы с герба 1785 года. В 1988 году город Куртамыш Курганской области получил герб, на котором были символы герба областного центра, хотя территория города не входила в Тобольское наместничество. В 2007 году город Тобольск получил новый герб, на котором были сохранены символы с герба 1785 года.

## Галерея

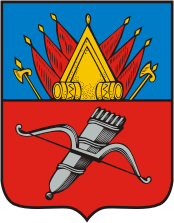
Герб Ачинска, 1785
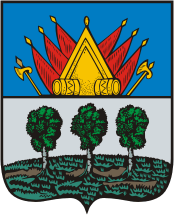
Герб Берёзово, 1785
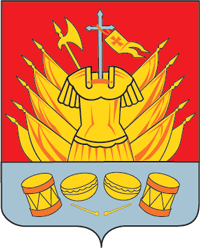
Герб Галича, 1779 и 2003
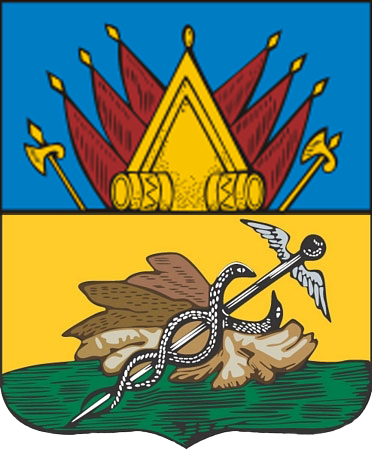
Герб Енисейска, 1785
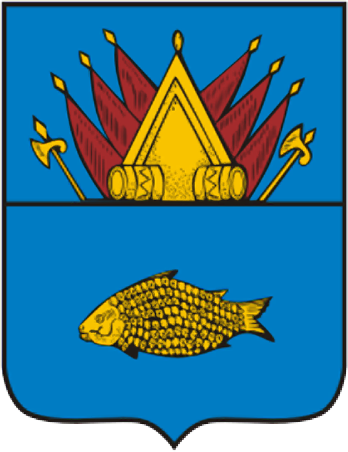
Герб Ишима, 1785
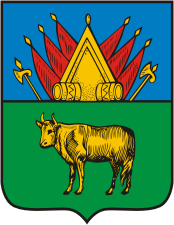
Герб Каинска, 1785
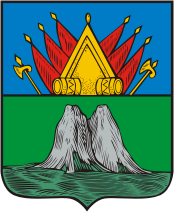
Герб Кургана, 1785
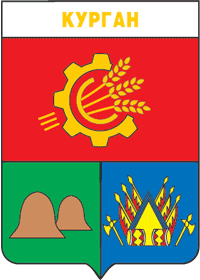
Герб Кургана, 1970
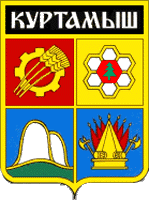
Герб Куртамыша, 1988
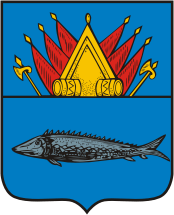
Герб Нарыма, 1785
Герб Омска, 1785
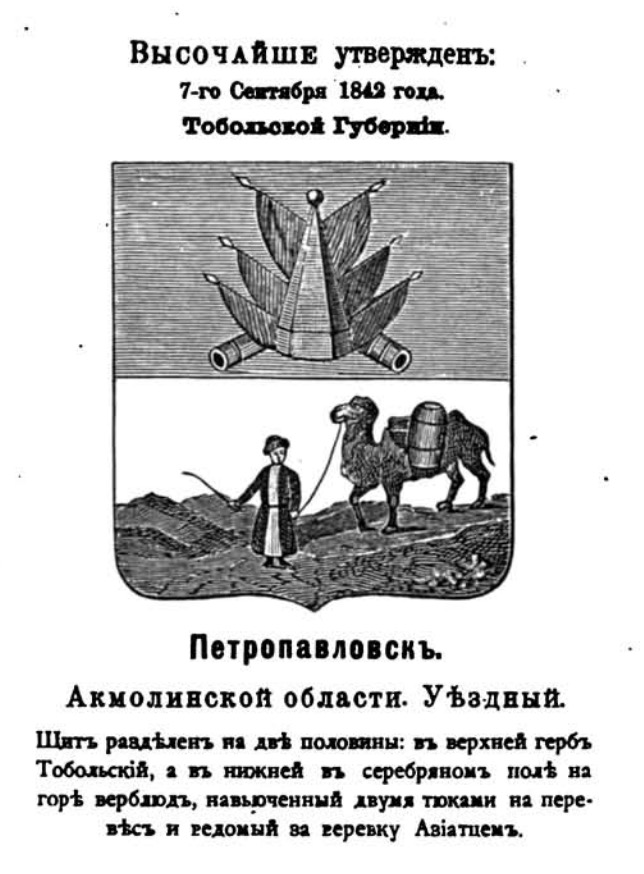
Герб Петропавловска, 1842
Герб Сургута, 1785
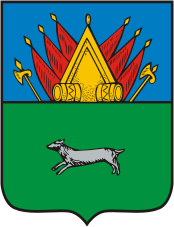
Герб Тары, 1785
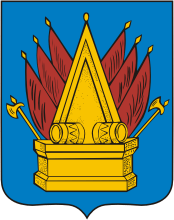
Герб Тобольска, 1785
Герб Тобольска, 2007
Герб Тобольской губернии, 1878
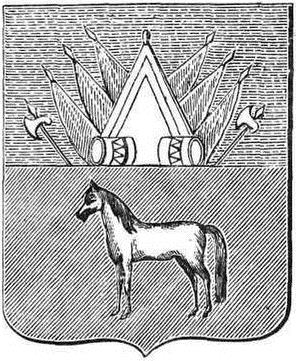
Герб Томска, 1785
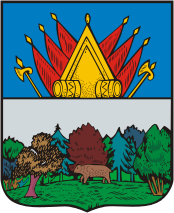
Герб Туринска, 1785
Герб Туруханска, 1785
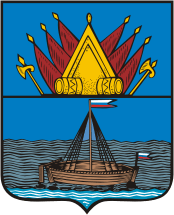
Герб Тюмени, 1785 и 1993
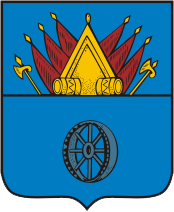
Герб Ялуторовска, 1785